# 近藤肇
近藤 肇（こんどう はじめ、1965年3月22日 - ）は、HBCウェザーセンター所属の気象予報士で、かつては部署の親会社である北海道放送のアナウンサーだった。

## 人物
北海道紋別郡雄武町出身。北海道札幌北高等学校、北海道大学工学部衛生工学科卒業。北海道大学大学院工学研究科修士課程修了。博士課程まで進んだが、アナウンサーを目指し、大学院時代、1年休学してデンマークに留学。HBC制作の映像作品で英語ナレーションを担当することもある。
ミニ番組『ちょいなび』（月曜 - 金曜 11:55 - 11:59）の名付け親である。
HBCが予報業務許可事業者に指定されたことから開設された気象情報セクション『HBCウェザーセンター』とアナウンス部に兼任所属しており、2000年台中盤からは気象予報士としての業務が殆どである。
2025年3月31日で定年を迎えアナウンサーとしての勤務を終えたが、同年4月1日からシニアスタッフとして、HBCウェザーセンターに引き続き勤務している。

## 現在の担当番組

### テレビ
- 今日ドキッ!（お天気キャスター）

### ラジオ
- 5丁目STATION アキトム! (3スタ生)（準レギュラー）
  - 2018年春放送分から不定期でウェザーセンターと3スタを局内回線で結びトークに参加する事がある。2020年春頃からは、カミトムコーナー内で、近藤自らが出題者となる尺八クイズが半ばレギュラーコーナー化している。

## 過去の担当番組

### テレビ
- おはようクジラ（北海道担当キャスター）
- HBCゆうやけワイド・テレビ一番星
- Hana*テレビ（お天気キャスター）
- 総力報道!THE NEWS HBC（お天気キャスター）
- えなりかずき!そらナビ（CBC制作全国ネット） - 北海道中継担当
- タカアンドトシ150の新発見（ナレーション）
- NEWS1（お天気キャスター）
- 森田の新春天気!!シリーズ（TBSテレビ制作）
  - 北海道内からの生中継が組まれている年（過去には2012 - 2014年および2016・2019年）に、リポーターとして出演。
- ちちんぷいぷい（MBSテレビ制作）
  - 2015年11月27日放送分[3]から、HBCとの相互ネットゾーン（14時台）で札幌市内（札幌市時計台やさっぽろ雪まつり会場[4]など）からの生中継を実施する場合に、中継リポーターとして出演していた。2018年9月21日（いずれも金曜日）放送分で、HBCでの同時ネットを終了。

### ラジオ
- ヨルカン（代打）
- カーナビラジオ午後一番!（ニュース担当）